# Street Fighter III: 3rd Strike
Street Fighter III: 3rd Strike (яп. ストリートファイターⅢ サードストライク Сутори:то Файта: Сури Са:до Суторайку), также известная под подзаголовком Fight for the Future — видеоигра в жанре двухмерного файтинга из серии Street Fighter, разработанная и изданная компанией Capcom для аркадных автоматов на базе системы CP System III в мае 1999 года; позднее были изданы версии игры для Dreamcast, PlayStation 2 и Xbox; в августе 2011 года состоялся релиз обновлённой версии игры для сетевых сервисов PlayStation Network и Xbox Live Arcade под названием Street Fighter III: 3rd Strike Online Edition.
3rd Strike — вторая и последняя в числе обновлённых версий Street Fighter III, следующая за Street Fighter III: 2nd Impact; как и в предыдущей игре, в ней ещё более расширился состав игровых персонажей, в который вошли ещё 5 персонажей; были введены дополнительные улучшения игровой механики.

## Общее описание
Структура боевой системы 3rd Strike в своей основе аналогична той, что использовалась ранее в предыдущих итерациях Street Fighter III, однако некоторые аспекты были в известной степени пересмотрены. Были изменены команды для исполнения парирования в воздухе, атак с наскока (Leap Attacks, они же универсальные оверхеды) и бросков (захватов). Механика парирования была добавлена возможностью так называемого парирования из блока (Guard Parry), которое можно задействовать, введя команду для парирования в момент блокирования как минимум первого удара в комбо; успешное использование техники игроком отмечается характерным огненно-красным цветом, которым мигает спрайт персонажа (отсюда также другое название этой механики — Red Parry).
Ещё одним нововведением является система оценки выступления игрока по итогам боя (одиночного либо с другим игроком) по четырём критериям: Offence (наступательная игра), Defence (оборонительная игра), Tech (знание техник) и Extra (дополнительные очки); при выполнении определённых условий игроку могут начисляться особые очки (Special Points). После учёта вышеперечисленных критериев игрок получает итоговую оценку, варьирующуюся от наинизшей E до наивысшей MSF (аббревиатура от англ. Master Street Fighter — рус. Мастер Street Fighter).
Режим одиночного прохождения состоит из десяти уровней, на восьми из которых игрок должен выбрать одного из двух персонажей, с которым пройдёт бой. После третьего и шестого боёв игрок проходит две бонусных уровня: обновлённые варианты мини-игр Crush the Car и Parry the Ball, вернувшихся из Street Fighter II и Street Fighter III: 2nd Impact соответственно. На предпоследнем бою в прохождении игрок встречает сюжетного оппонента того или иного персонажа (пример: Кен для Рю, Уриен для Кена и Чунь Ли, и так далее), бой с которым может предварять диалог между персонажами; финальным оппонентом для всех персонажей является Джилл (для самого Джилла таковым является Алекс). При выполнении определённых условий игрок может встретить Q в качестве секретного оппонента (хотя сам Q также доступен для выбора игроком).

### Персонажи
Список персонажей Street Fighter III: 3rd Strike включает всех играбельных персонажей из 2nd Impact и 5 добавленных персонажей; таким образом общее их число составляет 20, причём все из них (в том числе Акума, в 2nd Impact бывший секретным персонажем) с самого начала доступны для игры.
Все вернувшиеся персонажи получили полностью новые арены (некоторые из которых являются общими для двух бойцов) и концовки для режима одиночного прохождения; также, все вернувшиеся персонажи получили новые музыкальные темы либо ремикшированные версии ранее имевшихся; за исключением Акумы и Ибуки, все вернувшиеся персонажи также получили новых актёров озвучивания.

#### Новые персонажи
Из числа пяти добавленных персонажей все, за исключением возвратившейся из Street Fighter Alpha 3 Чунь Ли (сэйю Ацуко Танака), являются новыми в серии. В их числе:
- Макото (яп. まこと, сэйю Макото Цумура[яп.])

— молодая японская каратистка, стремящаяся восстановить запустевшее додзё, доставшееся ей от покойного отца.
- Q (озвучивает Лен Карлсон[англ.]) — таинственный человек в маске, преследуемый ЦРУ.
- Реми (яп. レミー Рэми:, сэйю Эйдзи Секигути) — молодой боец из Франции, с известной долей презрения относящийся ко всем другим бойцам после потери семьи.
- Двенадцатый (яп. トゥエルヴ То(у)эруву, англ. Twelve, озвучивает Лоуренс Бэйн[англ.])

— суперсолдат Иллюминатов, посланный убить Некро — своего прототипа, и способный принимать обличие других бойцов.

#### Вернувшиеся персонажи
| - Рю - Кен Мастерс - Алекс - Дадли - Елена - Ибуки - Некро - Оро | - Шон Мацуда - Юнь - Ян - Джилл - Уриен - Хуго - Акума - Чунь Ли |

## Релиз
Street Fighter III 3rd Strike была первоначально выпущена на аркадных автоматах на базе системы CP System III в 1999 году. Издание игры для консоли Dreamcast состоялось в 2000 году, включив в себя все режимы, имевшиеся в играх с компиляции Double Impact, получив дополнительно режим управления системой (System Direction), позволяющий игроку настроить под себя некоторые особенности игры. Как и в Double Impact, Джилл может быть выбран игроком, но только по достижении определённых требований. Также для этой версии было сделано по одному дополнительному ремиксу на музыкальные темы каждого персонажа (они же позднее включены в версию на PlayStation 2), играющему во время третьего раунда каждого матча.
Издание игры для PlayStation 2 было выпущено в 2004 году, включая все особенности из версии для Dreamcast, включая выбор между саундтреком из аркадной версии игры и аранжировками из версии для Dreamcast; позднее эта версия была переиздана в Японии в сентябре 2008 года в комплекте с Capcom vs. SNK 2. В Японии игра вышла самостоятельным релизом; помимо стандартного издания, был выпущен ограниченный комплект, включивший также издание All About Street Fighter с материалами по истории франшизы, 500-частный пазл и DVD с руководством по игре. В Северной Америке версия игры для PlayStation 2 распространялась в составе компиляции Street Fighter Anniversary Collection вместе с Hyper Street Fighter II. В странах стандарта PAL эта версия не издавалась.
Издание Street Fighter Anniversary Collection для консоли Xbox состоялось в 2004—2005 годах во всех трёх регионах. Версия 3rd Strike для Xbox включает в себя те же возможности, что и версия для PS2, так же как и поддержку коллективной игры через сервис Xbox Live. Поддержка онлайн-составляющих игры была прекращена в апреле 2010 года.

### Online Edition
На фестивале San Diego Comic-Con в 2010 году Capcom анонсировала разработку переработанного издания игры под названием Street Fighter III: 3rd Strike Online Edition; выпуск игры состоялся в августе 2011 года на сетевых сервисах PlayStation Network и Xbox Live Arcade; последний патч, исправлявший некоторые проблемы, был выпущен 12 февраля 2014 года. Эта версия, разработанная студией Iron Galaxy Studios, включает в себя новые режимы обучения (Trial Mode), турнира (Tournament Mode) и наблюдателя (Spectator Mode); различные визуальные фильтры; режим сетевой игры на основе технологии GGPO; возможность делиться записями боев на сервисе YouTube и дополнительный ремиксовый саундтрек за авторством Саймона Виклунда; по вышеозначенным особенностям игра схожа с Final Fight: Double Impact.

### Саундтрек
Музыка в игре, написанная композитором Хидэки Окугавой (который в этот раз работал без участия Юки Иваи, в отличие от New Generation и 2nd Impact) при участии канадского рэпера Infinite (он же выступил внутриигровым комментатором), выполнена преимущественно в жанрах хауса и драм-н-бейса; также наличествуют элементы джаза, хип-хопа и техно. Официальный альбом с композициями из игры был издан Capcom в Японии в 1999 году; в 2000 году альбом был издан в Северной Америке лейблом Mars Colony Music.

#### Список композиций
| №                   | Название                                         | Длительность |
| ------------------- | ------------------------------------------------ | ------------ |
| 1.                  | «Opening Demo»                                   | 0:34         |
| 2.                  | «Player Select»                                  | 0:32         |
| 3.                  | «Just Before The Battle»                         | 0:05         |
| 4.                  | «Chun-Li Stage -CHINA VOX-»                      | 3:05         |
| 5.                  | «Alex & Ken Stage -JAZZY NYC '99-»               | 3:14         |
| 6.                  | «Remy Stage -THE BEEP-»                          | 3:05         |
| 7.                  | «Makoto Stage -SPUNKY-»                          | 3:31         |
| 8.                  | «Ryu Stage -KOBU [Inspiration]-»                 | 3:17         |
| 9.                  | «Necro & Twelve Stage -SNOWLAND-»                | 3:49         |
| 10.                 | «Sean & Oro Stage -THE LONGSHOREMAN-»            | 3:51         |
| 11.                 | «Bonus Game 1»                                   | 1:04         |
| 12.                 | «Elena Stage -BEATS IN MY HEAD [TRIBAL DANCE]-»  | 3:20         |
| 13.                 | «Ibuki Stage -TWILIGHT-»                         | 2:27         |
| 14.                 | «Gouki Stage -KILLING MOON-»                     | 2:44         |
| 15.                 | «Hugo Stage -THE CIRCUIT-»                       | 3:28         |
| 16.                 | «Yun & Yang Stage -CROWDED STREET [Third Edit]-» | 3:36         |
| 17.                 | «Dudley Stage -YOU BLOW MY MIND-»                | 3:13         |
| 18.                 | «The Theme Of Q -Q-»                             | 3:38         |
| 19.                 | «Bonus Game 2»                                   | 1:24         |
| 20.                 | «Urien Stage -CRAZY CHILI DOG-»                  | 2:33         |
| 21.                 | «Gill Appears!»                                  | 0:13         |
| 22.                 | «Gill Stage -PSYCH OUT-»                         | 3:46         |
| 23.                 | «Stage Results»                                  | 0:44         |
| 24.                 | «Stage Select & Score Ranking»                   | 0:24         |
| 25.                 | «Judgement»                                      | 0:27         |
| 26.                 | «Now, Fight A New Rival!»                        | 0:06         |
| 27.                 | «Continue»                                       | 0:23         |
| 28.                 | «We Await Your Return, Warrior!» (Game Over)     | 0:07         |
| 29.                 | «Final Results»                                  | 0:25         |
| 30.                 | «Ending 1»                                       | 1:26         |
| 31.                 | «Ending 2»                                       | 1:38         |
| 32.                 | «Staff Roll»                                     | 1:36         |
| 33.                 | «Voice Collection»                               | 10:01        |
| Общая длительность: | Общая длительность:                              | 73:46        |

| №                   | Название                        | Длительность |
| ------------------- | ------------------------------- | ------------ |
| 1.                  | «Third Strike»                  | 4:36         |
| 2.                  | «Let's Get It On»               | 5:19         |
| 3.                  | «Moving On»                     |              |
| 4.                  | «Third Strike» (rm1-short edit) |              |
| Общая длительность: | Общая длительность:             | 20:14        |

| №                   | Название                                         | Длительность |
| ------------------- | ------------------------------------------------ | ------------ |
| 1.                  | «Opening Demo»                                   | 0:35         |
| 2.                  | «Player Select»                                  | 0:32         |
| 3.                  | «Just Before the Battle»                         | 0:06         |
| 4.                  | «Chun-Li Stage ~ China Vox»                      | 3:04         |
| 5.                  | «Alex & Ken Stage ~ Jazzy NYC '99»               | 3:15         |
| 6.                  | «Remy Stage ~ The Beep»                          | 3:06         |
| 7.                  | «Makoto Stage ~ Spunky»                          | 3:32         |
| 8.                  | «Ryu Stage ~ Kobu»                               | 3:18         |
| 9.                  | «Necro & Twelve Stage ~ Snowland»                | 3:49         |
| 10.                 | «Sean & Oro Stage ~ The Longshoreman»            | 3:51         |
| 11.                 | «Bonus Game 1»                                   | 1:05         |
| 12.                 | «Elena Stage ~ Beats In My Head (Tribal Dance)»  | 3:20         |
| 13.                 | «Ibuki Stage ~ Twilight»                         | 2:27         |
| 14.                 | «Akuma Stage ~ Killing Moon»                     | 2:44         |
| 15.                 | «Hugo Stage ~ The Circut»                        | 3:28         |
| 16.                 | «Yun & Yang Stage ~ Crowded Street (Third Edit)» | 3:37         |
| 17.                 | «Dudley Stage ~ You Blow My Mind»                | 3:14         |
| 18.                 | «The Theme of Q ~ Q»                             | 3:38         |
| 19.                 | «Bonus Game 2»                                   | 1:25         |
| 20.                 | «Urien Stage ~ Crazy Chili Dog»                  | 2:33         |
| 21.                 | «Gill Appears!»                                  | 0:14         |
| 22.                 | «Gill Stage ~ Psych Out»                         | 3:46         |
| 23.                 | «Stage Results»                                  | 0:44         |
| 24.                 | «Stage Select & Score Ranking»                   | 0:24         |
| 25.                 | «Judgement»                                      | 0:26         |
| 26.                 | «Now, Fight A New Rival!»                        | 0:07         |
| 27.                 | «Continue»                                       | 0:22         |
| 28.                 | «We Await Your Return, Warrior!» (Game Over)     | 0:08         |
| 29.                 | «Final Results»                                  | 0:25         |
| 30.                 | «Ending 1»                                       | 1:25         |
| 31.                 | «Ending 2»                                       | 1:39         |
| 32.                 | «Staff Roll»                                     | 1:34         |
| 33.                 | «Voice Collection»                               | 10:30        |
| Общая длительность: | Общая длительность:                              | 74:23        |

## Оценки игровой прессы
| Сводный рейтинг                    | Сводный рейтинг | Сводный рейтинг | Сводный рейтинг |
| Издание                            | Оценка          | Оценка          | Оценка          |
| Издание                            | Dreamcast       | PS3             | Xbox 360        |
| ---------------------------------- | --------------- | --------------- | --------------- |
| GameRankings                       | 80,61 %         | 84,79 %         | 86,05 %         |
| Иноязычные издания                 |                 |                 |                 |
| Издание                            | Оценка          | Оценка          | Оценка          |
| Издание                            | Dreamcast       | PS3             | Xbox 360        |
| 1UP.com                            | N/A             | A               | A               |
| Destructoid                        | N/A             | 9/10            | N/A             |
| Eurogamer                          | N/A             | N/A             | 9/10            |
| Famitsu                            | 34/40           | N/A             | N/A             |
| G4                                 | N/A             | 5/5             | N/A             |
| GamePro                            | 18/20           | [ 15 ]          | N/A             |
| GameRevolution                     | B-              | B+              | B+              |
| GameSpot                           | 7,4/10          | 8/10            | 8/10            |
| IGN                                | 8,3/10          | 9/10            | 9/10            |
| OXM                                | N/A             | N/A             | 9/10            |
| Play (UK)                          | N/A             | [ 24 ]          | [ 24 ]          |
| Gaming Age                         | A               | N/A             | A-              |
| Metro GameCentral                  | N/A             | N/A             | 9/10            |
| Retro Gamer                        | N/A             | 96 %            | N/A             |
| Official Xbox Magazine UK          | N/A             | N/A             | 9/10            |
| GamesTM                            | N/A             | N/A             | 9/10            |
| Official PlayStation Magazine (UK) | N/A             | 9/10            | N/A             |
| PlayStation Magazine               | N/A             | 9/10            | N/A             |

Street Fighter III: 3rd Strike была очень хорошо принята критиками. После выхода игры на Dreamcast, рецензенты журнала Famitsu оценили игру на 34 балла из 40 возможных. При выходе же Online Edition, Брайан Лихи из G4tv.com дал в своей рецензии все 5 баллов из 5..
Third Strike получила одиннадцатое место в рейтинге лучших аркадных игр 1990-х годов по версии журнала Complex. Это же издание в 2013 году поставила игру на десятое место в рейтинге лучших двухмерных файтингов, отметив, что игра «гораздо лучше, чем многие думали». В том же году Алекс Лэнгли из портала Arcade Sushi в сравнительном рейтинге лучших и худших «старых» и «современных» игр из серий Street Fighter и Mortal Kombat назвал 3rd Strike лучшей «старой» игрой в своей серии (из игр серии Mortal Kombat таковой он признал Ultimate Mortal Kombat 3).